# FRUITY
FRUITY（フルーティー）は、1995年に結成され、1997年まで活動したスカパンクまたはスカコアバンド。

## 概要
日本最初期のスカパンクバンドのひとつ。90年代中期の日本のパンクシーンが隆盛する中で活動した。Less Than TVから7インチをリリースした事もあり、幅広いシーンのパンクバンドと共演した。バンド後期にはドラムスのJERRY-Oが脱退したため、JxJxがドラムスにパートチェンジし、新たに当時14歳のアメリカンスクールに通う中学生ユキをボーカルに迎え、フォーリングシックネスやAAAなどのアメリカのスカコアバンドとともにUSツアーを行うが、ツアー終了後の1997年秋頃に解散した。その後、2001年にコンプリート盤「SONGS」がSTIFEEN RECORDSよりリリースされている。
FRUiTYの正式表記なんですが、この『i』だけ小文字なんですね。何でかというと、iの上の『・』を『x』にしたかったからなんですね。それだけです。そういうバンドなんですよ、FRUiTYって との事。

## メンバー
- JxJx（ボーカル、ドラム）
  - 解散後は、SCHOOL JACKETSを経て、YOUR SONG IS GOODにて活動中。
- TSUKA-MODS（ギター、コーラス）
  - 解散後は、SUGARHILL DOWNTOWN ORCHESTRA等で活動中。
- YOU-KIDS（ベース）
- YUKI（二代目ボーカル）
- JERRY-O（ドラムス）

## ディスコグラフィー

### CD
- SONGS(2001年11月22日)
  1. Summer Camp
  2. Top 40 Age
  3. Rock Steady Stew
  4. J×J×
  5. Loose Screw
  6. Cyndella Boy
  7. Love Your Tummy
  8. Special TV Program
  9. J×J×2
  10. S.A.G
  11. Punk Teacher Fight Together
  12. Spirit Of 85
  13. You Can Get It If Really Want
  14. Rock Steady Stew (Live)
  15. Loose Screw (Live)
  16. Love Your Tummy (Live)
  17. Trend (Live)
  18. Punk Teacher Fight Together (Live)
  19. You Can Get It If Really Want (Live)
  20. Birth Of Trend (未発表デモ音源)

### アナログ盤
- ROCKY,COLT AND TUM TUM(1996年 7inchEP 廃盤)
  - FAR OUT RECORDSより海外でもリリースされた。

  1. SUMMERCAMP
  2. TOP 40 AGE
  3. ROCKSTEADY STEW
  4. J.J.

### 参加作品
- SKANKIN' IN THE PIT
  - CINDERELLA BOY
- SKAVILLE JAPAN
  - S.A.G TO YOU
- EVIL SURFIN' DREAD
  - STEP BY STEP
- セサミ・カヴァーズ
  - Rub Love Your Tummy
- Far Out Records ...AND Friends 97 SAMPLER
  - SUMMERCAMP
- A SHORT STORY
  - Loose screws
- SANTA V.A.
  - SPECIAL T.V. PROGRAM
- 生
  - YOU CAN GET IT IF YOU REALLY WANT
- MIDIUMRARE COMP
  - J.J. PART2